# Biblioteca nazionale ucraina Vernadskij
La Biblioteca nazionale ucraina Vernadskij (in ucraino Національна бібліотека України імені В.І. Вернадського?, Nacional'na biblioteka Ukraïny imeni V.I. Vernads'koho) situata nella città di Kiev è una biblioteca delle scienze e la biblioteca nazionale dell'Ucraina.
La sua sede principale è situata nel distretto di Holosiivs'kyi in un edificio completato nel 1989 e alto 27 piani.
La biblioteca venne istituita nel 1918 dall'etmano Pavlo Petrovyč Skoropads'kyj ed è intitolata al geochimico russo Vladimir Ivanovič Vernadskij fondatore e primo presidente dell'Accademia nazionale delle scienze dell'Ucraina.

## Patrimonio
Il patrimonio ammonta ad oltre 15 milioni di testi e pubblicazioni ed è in costante crescita per l'acquisizione di tutte le pubblicazioni prodotte nel paese.
Oltre ai numerosi manoscritti e incunaboli vi è anche la più grande collezione di testi in slavo ecclesiastico antico. La biblioteca ospita inoltre la più vasta collezione di registrazioni di musica folk ebraica su cilindri fonografici, molte di queste registrazioni risalgono ad epoca pre-sovietica, la collezione è inclusa nel programma Memoria del mondo dell'UNESCO.